# Listă de comitate din statul Connecticut

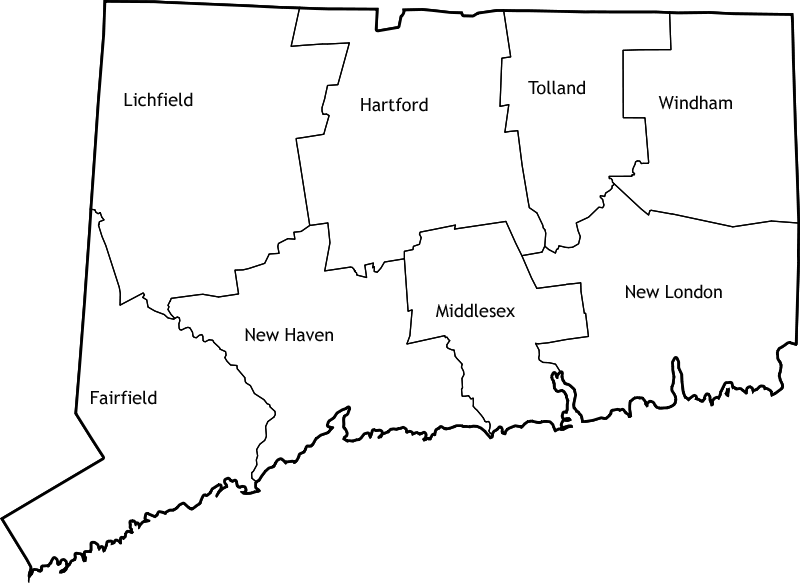
Comitatele statului Connecticut.

Această pagină este o listă a celor opt comitate ale statului Connecticut.
| Comitatul (articol) | Comitatul (categorie) | Populația 1 iulie 2007 |
| ------------------- | --------------------- | ---------------------- |
| Fairfield           | Fairfield             | 895.015                |
| Hartford            | Hartford              | 876.824                |
| Litchfield          | Litchfield            | 188.273                |
| Middlesex           | Middlesex             | 164.150                |
| New Haven           | New Haven             | 845.494                |
| New London          | New London            | 267.376                |
| Tolland             | Tolland               | 148.139                |
| Windham             | Windham               | 117.038                |

| Abreviere statală | Cod statal FIPS  | Stat |
| CT                | 09               | Connecticut |
|                   | Cod comitat FIPS | Numele comitatului |
|                   | 001              | Comitatul Fairfield - unul din cele patru comitate originare create în 1666. Reședințele istorice sunt Bridgeport și Danbury.                                         |
|                   | 003              | Comitatul Hartford - unul din cele patru comitate originare create în 1666. Reședința sa istorică este Hartford.                                                      |
|                   | 005              | Comitatul Litchfield - a fost format în 1751 din diferite părți ale comitatelor Fairfield, Hartford și New Haven. Reședințele istorice sunt New Milford și Winsted.   |
|                   | 007              | Comitatul Middlesex - format în 1785 din părți ale comitatelor Hartford și New London. Reședința istorică a comitatului este Middletown.                              |
|                   | 009              | Comitatul New Haven - unul din cele patru comitate originare create în Connecticut în 1666. Reședințele istorice ale comitatului sunt New Haven și Waterbury.         |
|                   | 011              | Comitatul New London - unul din cele patru comitate originare create în Colonia Connecticut în 1666. Reședințele istorice ale comitatului sunt New London și Norwich. |
|                   | 013              | Comitatul Tolland - format în 1785 din părți ale comitatelor Hartford și Windham. Reședința istorică a comitatului este Tolland.                                      |
|                   | 015              | Comitatul Windham - format în 1726 din părți ale comitatelor Hartford și New London. Reședințele istorice sunt Putnam și Willimantic.                                 |

Notă -- Toate comitatele statului Connecticut nu sunt comitate conform definiției comitatelor din 1960, întrucât nu mai au forme de administrare locală, ci sunt tratate ca diviziuni sau regiuni geografice.